# Bukovské vrchy
Bukovské vrchy (polsky Bieszczady, ukrajinsky Верховинський Вододільний хребет, Verchovynskyj Vododilnyj hrebet) jsou pohoří a geomorfologický celek ve východokarpatské geomorfologické oblasti Poloniny v Beskydech. Rozkládá se na území tří států: Slovenska (Prešovský kraj), Polska (Podkarpatské vojvodství) a Ukrajiny (Zakarpatská a Lvovská oblast).

## Poloha
Pohoří se nachází v severovýchodním cípu Slovenska, v jihovýchodním cípu Polska a v jihozápadním cípu Ukrajiny. Je to jediná část Polonin, která zasahuje na území Slovenska. Na západě a jihozápadě hraničí s Nízkými Beskydy, konkrétně Laboreckou vrchovinou a Beskydským podhůřím. Na hraničním polsko-slovenském hřebeni se rozhraní mezi Bukovskými vrchy a Laboreckou vrchovinou podle různých pramenů považuje buď už pramenná oblast řeky Udavy, nebo až Lupkovský průsmyk dále na západ (na polské straně se Bukovské vrchy vymezují právě až po Lupkovský průsmyk).

## Obyvatelstvo slovenské části
Oblast Bukovských vrchů patří mezi nejpozději a nejméně osídlené oblasti Slovenska. Velkou část obyvatelstva Bukovských vrchů tvoří příslušníci rusínské menšiny – Rusíni. Převážnou část v tomto regionu představují Rusíni východnější řečové orientace – Pujďáci, zatímco v Laborecké vrchovině dominují spíše Pijďaki.
Dominantní vyznání v regionu jsou řeckokatolické a pravoslavné.

## Charakteristika
Více než 60 % povrchu Bukovských vrchů pokrývají lesy, zejména jedlo-bukové a bukové. V roce 1991 byly Bukovské vrchy zahrnuty do celosvětové sítě biosférických rezervací. Velká část pohoří je součástí Bieszczadského národního parku (Polsko), Národního parku Poloniny (Slovensko) a Užanského národního přírodního parku (ukrajinsky Ужанський національний природний парк) v okrese Užhorod v Zakarpatské oblasti Ukrajiny.

## Členění
Pohoří se člení na podcelky:

### Bukovské vrchy
Na Slovensku na území okresů Medzilaborce a Snina:
- Bukovce (nejvyšší hora Kremenec 1221 m)
- Ruská kotlina
- Runinská kotlina
- Sedlická kotlina
- Uličská kotlina
- Nastaz (801 m)

### Polské Bieszczady
Na území Polska, Podkarpatské vojvodství:
- Połonyna Caryńska (1297 m)
- Połonyna Wetlińska (Roh 1255 m)
- Połonyna Bukowska (Halicz 1333 m)
- Połonyna Dźwiniacz (Bukowe Berdo 1312 m)

### Ukrajinské vrchy
Na území Ukrajiny (ukrajinsky Вододільний хребет, Vododilnyj hrebet) v Zakarpatské a Lvovské oblasti:
- Chrebet Stynka
- Bukivs'ka Polonyna (Pikuj 1408 m)
- Velyka Hranka

## Nejvyšší vrcholy

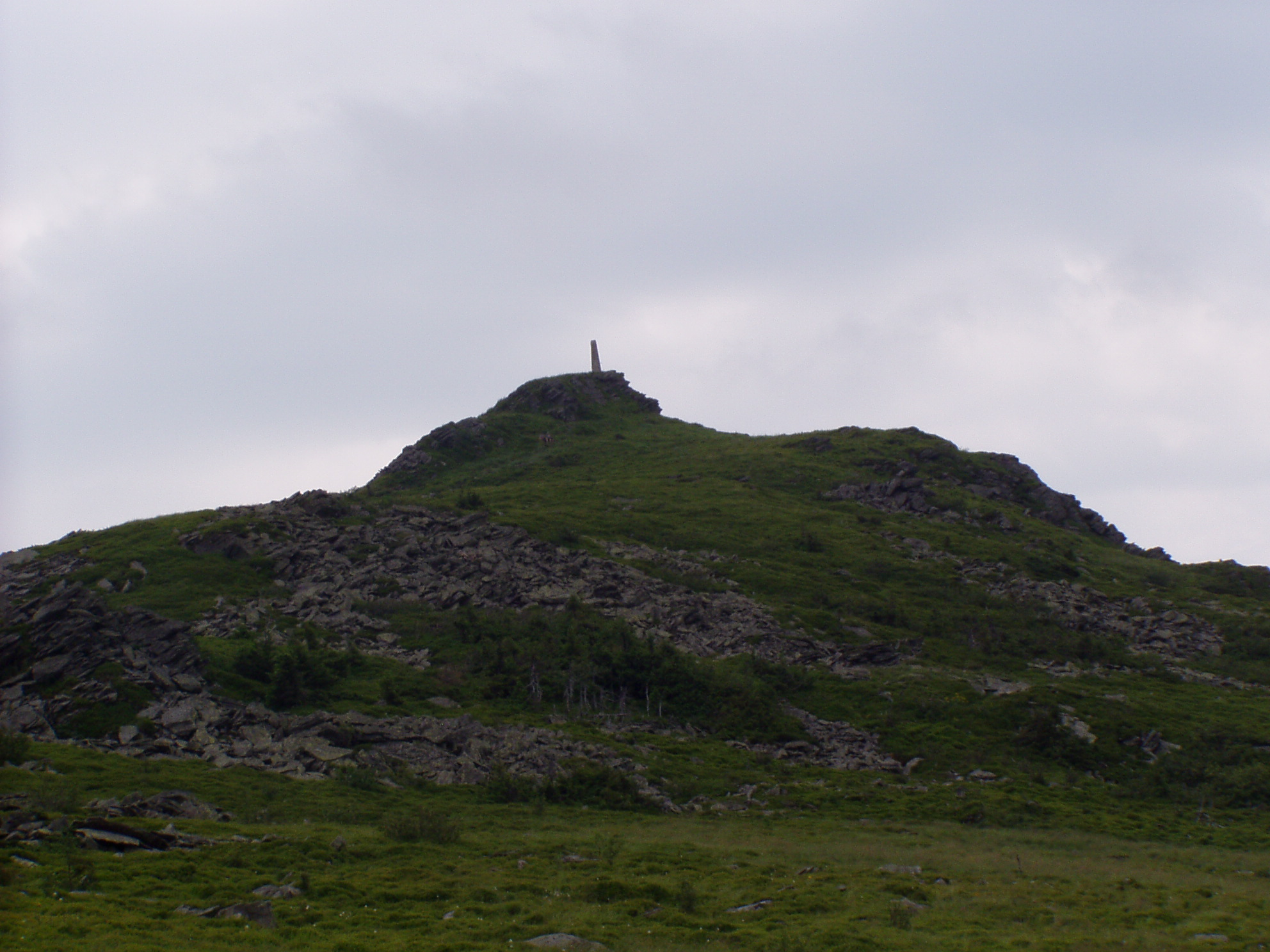
Pikuj - 1405 m

- Pikuj (1408 m, Ukrajina)
- Tarnica (1346 m, Polsko)
- Kremenec (1221 m, Slovensko)

## Bieszczadská lesní dráha
V Bieszczadech je od roku 1997 znovuobnovený provoz na bývalé lesní dráze, dnes zvané Bieszczadská lesní dráha (Bieszczadzkiej kolejce leśnej), která se začala budovat v roce 1890.